# دانييل سيمونز
دانييل سيمونز (بالإسبانية: Heriberto Simmons)‏ (1890 ببوينس آيرس في الأرجنتين - 1950 ببوينس آيرس في الأرجنتين) هو لاعب كرة قدم أرجنتيني في مركز الوسط. شارك مع منتخب الأرجنتين لكرة القدم. أما مع النوادي، فقد لعب مع ريفر بليت.